# Oasby
Oasby – osada w Anglii, w hrabstwie Lincolnshire, w dystrykcie South Kesteven. Leży 33 km na południe od Lincoln i 161 km na północ od Londynu.